# 科海路站
科海路站，是杭州地铁6号线（未来为杭州地铁12号线）的一个车站，位于中华人民共和国浙江省杭州市西湖区转塘街道科海路与河山路交叉口，靠近良户社区，车站沿科海路布置。，于2020年12月30日开通运营。

## 车站结构
河山路站为地下二层车站。车站主体结构长191.2米，标准段宽22.9 米，共设3个出入口。